# Пюхяярви
Пю̀хяя̀рви (на фински: Pyhäjärvi) е сладководно езеро във Финландия и Европейската част на Русия, Република Карелия. С площ от 226 km² е 10-о по-големина езеро в Република Карелия, 56-о по големина в Русия и 21-во по големина във Финландия. Площта на езерото на руска територия е 48 km².
Езерото Пюхяярви е разположено в крайната северозападна част на Източноевропейската равнина, в югоизточната част на Финландия и югозападната част на Република Карелия, на 79,6 m н.в. На руска територия попада неговата югоизточна част. То е най-горен водоем в езерните системи на езерата Сайма и Ладожко и река Нева, вливаща се в Балтийско море.
Котловината на езерото е с ледниково-тектонски произход. Пюхяярви има много сложна форма и се състои от няколко почти отделни водни басейна, съединени помежду си с тесни протоци. Бреговата линия е силно разчленена, с многочислени заливи, полуострови и носове. Има много острови, най-големи от които са: Сорсасари (най-голям) и Суйтсансари във Финландия и Мартинансаари в Русия. Площта на езерото е 20,6,79 km², от които 48 km² на руска територия. Дължина от северозапад на югоизток 52 km, максимална ширина 12 km, средна дълбочина 7,9 m, максимална 32 m (на руска територия 26 m). Съгласно фински данни максималната му дълбочина е 80 m.
Водосборният басейн на Пюхяярви е малък – 1045 km2. То се подхранва от малки и къси реки, като най-дългата Сурийоки е 7 km. Водосборният басейн на езерото представлява пресечена гориста местност покрита с вторични иглолистни гори, израснали след интензивна сеч. От крайния северен ъгъл на Пюхяярви се отделя къс и тесен проток, чрез който се свързва с най-северните части на голямото езеро Сайма във Финландия. От езерото Сайма изтича река Вуокса, вливаща се в Ладожкото езеро, което чрез река Нева се оттича в Балтийско море.
Подхранването на езерото е снежно-дъждовно, като преобладава снежното, но за разлика от останалите езера в Република Карелия твърде голям е и процентът на дъждовното. Характерна особеност за Пюхяярви е неговият продължителен водообмен (до 20 – 30 години). Замръзва през ноември, а се размразява в края на април или началото на май. През летния период водата на повърхността и в по-плитките заливи значително се нагрява. Минерализацията на водата е около 35 мг/л, а по химичен състав се отнася към три групи, което е много рядко за карелските езера: зимата – към хидрокарбонатно-сулфатната група, лятото – към калциевата група, а есента – към сулфатно-хидрокарбонатната група.
Западната и северозападната част на езерото попадаща на финландска територия е подложена на интензивна антропогенна дейност, поради множеството малки населени места по бреговете му, а югоизточната, руска част е запазена в естественото си състояние, поради дългите години на граничен режим в района. На руска територия, на брега на езерото има само едно малко населено място – село Яникяниоми.

## Топографски карти
- Лист от карта P-36-XIX, XX.